# Sheriffs en Estados Unidos

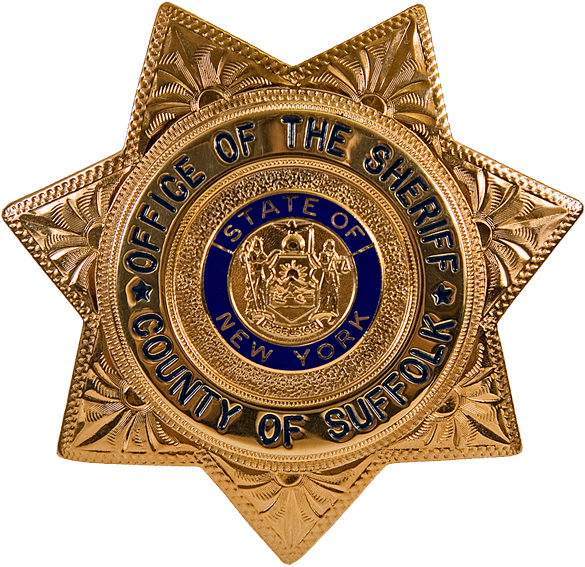
Las placas de los sheriffs de Estados Unidos suelen tener forma de estrella, en contraposición de las placas de otras fuerzas del orden, como la de los agentes de policía, que tienen cierto parecido.

En los Estados Unidos, un sheriff es el jefe de policía de un condado.Los sheriffs suelen ser elegidos por el pueblo o designados por un organismo electo.
Las oficinas del sheriff suelen tener las siguientes funciones: gestionar las cárceles, la seguridad en los juzgados y los edificios del condado, la protección de los jueces y jurados, la prevención de alteraciones del orden público y la coordinación con los departamentos de policía de la ciudad.Las oficinas del sheriff también pueden ser responsables de la seguridad en eventos públicos.
Los agentes subordinados al sheriff se denominan ayudantes y hacen cumplir la ley de acuerdo con las instrucciones y órdenes del sheriff.

## Información general
Salvo algunas excepciones, a día de hoy el sheriff es un funcionario electo que ostenta el cargo de jefe de policía de un condado. Aunque las funciones del sheriff varían de una jurisdicción a otra, la oficina del sheriff generalmente está activa en tres ramas del sistema de justicia penal: aplicación de la ley, funciones judiciales y administración de instituciones penitenciarias. En casi todos los estados la oficina del sheriff está establecida por la constitución del estado. La mayoría de los estados restantes han creado la oficina en base a un acta de la legislatura de un estado determinado. 
De los 50 estados que tiene Estados Unidos 48 de ellos tienen sheriffs. Los dos que no lo tienen son Alaska (que no tiene condados) y Connecticut (que reemplazó a su sistema de sheriffs de los condados por  marshals estatales y judiciales en el año 2000).Washington D. C.  y los cinco territorios poblados tampoco tienen gobiernos de condado. 
Además, solo hay dos estados en los que el sheriff no es elegido por los votantes; uno de ellos es Rhode Island, donde son designados por el gobernador, y el otro es Hawái, cuya función recae en el presidente del tribunal estatal. En ambos estados, los sheriffs ostentan su cargo durante períodos de dos o cuatro años y se les paga un salario establecido por la legislatura estatal o la junta del condado. Para los restantes 42 estados a los sheriffs se les elige durante periodos relativos de cuatro años, 2 años en Arkansas y New Hampshire, 3 años para el estado de Nueva Jersey, y seis años en Massachusetts.
Debido a que la oficina del sheriff existe en tantos lugares diferentes y en condiciones tan variopintas, en realidad no existe tal cosa como un sheriff "típico" en Estados Unidos. Podemos encontrar desde aquellos sheriffs que se pasan todos los días por la cafetería del pueblo para charlar con los lugareños, hasta los que trabajan en puestos de oficina de un rascacielos y dirigen un departamento cuyo presupuesto excede el de muchas organizaciones. Sin embargo, a pesar de sus diferencias de estilo, la mayoría de los sheriffs tienen ciertas funciones y responsabilidades en común.

### Aplicación de la ley
La mayoría de los departamentos del sheriff tienen la responsabilidad de hacer cumplir la ley, una función que se remonta a los orígenes de dicha oficina en la Inglaterra feudal. Aunque la autoridad de los sheriffs varía de un estado a otro, siempre tienen el poder de realizar arrestos dentro de su propio condado. Algunos estados extienden su autoridad a los condados adyacentes o a todo el estado. Muchos departamentos también realizan patrullas de rutina, como por ejemplo el control del tráfico, investigación de accidentes y transporte de prisioneros. Los departamentos más grandes pueden realizar investigaciones criminales o participar en otras actividades policiales especializadas. Algunos departamentos inusualmente grandes pueden tener a su disposición una patrulla aérea (incluyendo aviones o helicópteros de ala fija), una patrulla montada o una unidad marítima.
Muchos sheriffs solicitan la ayuda del vecindario local para trabajar en la prevención el crimen. El programa de vigilancia vecinal, promovido por la Asociación Nacional de Sheriffs, permite que los ciudadanos y los funcionarios encargados de hacer cumplir la ley cooperen con el fin de mantener seguras a las comunidades. Las actividades policiales de los sheriffs están a menudo relacionadas con la asistencia a personas que se han visto directamente afectadas por un delito. Por ejemplo, el Programa de Asistencia para Víctimas y Testigos de la Asociación Nacional del Sheriff, patrocinado en colaboración con el Departamento de Justicia de Estados Unidos, ofrece formación y asistencia técnica a los sheriffs que desean cambiar la forma en que el sistema judicial responde a las necesidades de las víctimas y los testigos de delitos.
A medida que las funciones policiales de los sheriffs se van volviendo más extensas y complejas, se están abriendo nuevas oportunidades profesionales para personas con habilidades especializadas en los departamentos de los sheriffs de todo el país. Entre las ahora demandadas especialidades se encuentran el buceo submarino, pilotaje, navegación, esquí, tecnología de radar, comunicaciones, tecnologías informáticas, contabilidad, medicina de urgencias e idiomas extranjeros (especialmente Español, Francés y Vietnamita).
En muchos pueblos rurales de Estados Unidos, particularmente en el sur y en el oeste, el sheriff ha sido visto tradicionalmente como uno de los funcionarios políticos más influyentes de un condado determinado.

### Funciones judiciales
En todos los estados en los que existe una oficina de un sheriff estos individuos son responsables de mantener la seguridad en los juzgados. También algunas veces se requiere que un sheriff o un ayudante asista a todas las sesiones de un tribunal y ejerzan como bailíos, se hagan cargo de los jurados cuando estos se encuentran fuera de la sala del tribunal; entreguen documentos judiciales tales como citaciones, comparecencias, órdenes judiciales o procesos civiles; extraditen a prisioneros; hagan cumplir decretos monetarios (como los relacionados con el embargo o la venta de bienes inmuebles); recauden impuestos, o realicen otras funciones relacionadas con el juzgado.

### Oficinas del sheriff
Aquellas fuerzas y cuerpos de seguridad que están dirigidos por un sheriff se los suele denominar como “Oficina del Sheriff”.  Según la Asociación Nacional del Sheriff (un grupo de interés fundado en 1940 dedicado a la protección de los sheriffs) había 3.085 departamentos y oficinas del sheriff a finales de 2015. Estas varían en tamaño y proporción, desde muy pequeñas (de uno a dos miembros) en zonas rurales poco pobladas, hasta grandes agencias de policía con servicios completos, tales como el Departamento del Sheriff del Condado de Los Ángeles, que es la oficina más grande y la séptima mayor agencia de seguridad en Estados Unidos, con 16.400 miembros y 400 ayudantes de reserva.
Un funcionario regular que trabaja en la oficina de un sheriff es conocido habitualmente como sheriff adjunto, ayudante del sheriff, o de manera más informal como ayudante, y están denominados de esta forma debido a que están representados por el sheriff, que es el que está a cargo de realizar todas las funciones prescritas por la ley de un estado determinado. En una pequeña oficina los funcionarios están bajo la supervisión directa del sheriff. Las oficinas de los sheriffs que tienen un mayor tamaño sus miembros ostentan varios rangos de manera similar a los agentes de un departamento de policía. El Departamento del Sheriff del Condado de Los Ángeles tiene miles de ayudantes regulares, que están situados ocho rangos por debajo del sheriff. El segundo al mando del sheriff normalmente tiene el título de jefe adjunto o subalterno del sheriff. En algunos condados el sheriff es el alcaide de la cárcel del condado.

## Funciones

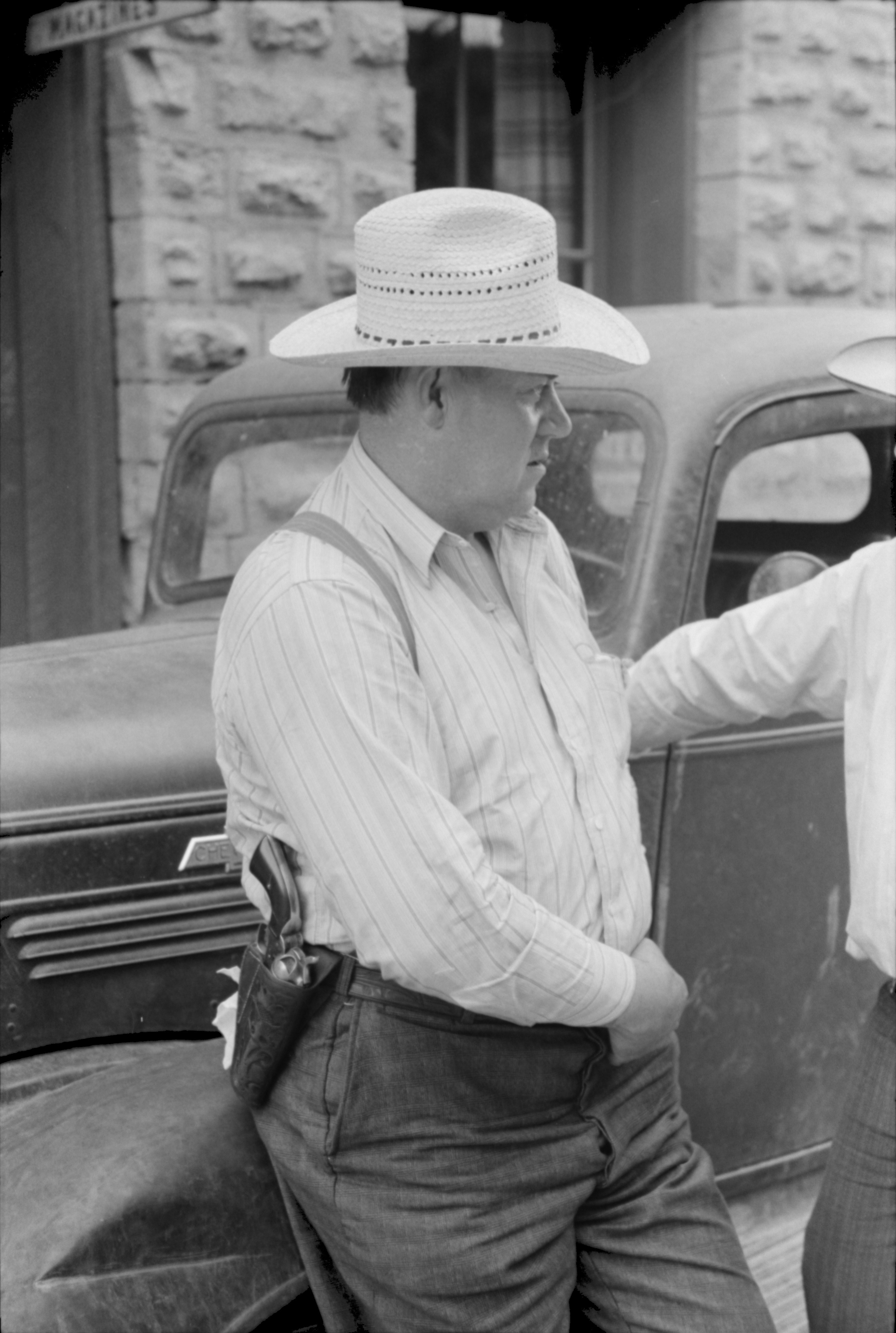
Un ayudante del sheriff en Mogollon (Nuevo México) en 1940.

El rol de la oficina del sheriff varía considerablemente de un estado a otro e incluso de un condado a otro. Los sheriffs y sus ayudantes (en todos los estados excepto Delaware, donde el papel definido del sheriff pasa por el arbitraje) tienden a ser funcionarios juramentados del orden público con el poder de realizar arrestos y declarar ante un magistrado o un juez, emitir citaciones judiciales, interponer multas u órdenes de arresto. Algunos estados extienden esta autoridad a los condados adyacentes o a todo el estado. En una oficina pequeña es probable que el sheriff lleve a cabo funciones de seguridad como la de un agente de policía o un funcionario regular.
Muchas oficinas del sheriff también realizan otras funciones, entre estás se encuentran la ordenación del tráfico y el control de animales, investigación de homicidios y operaciones antinarcóticos, transporte de prisioneros, programas para el funcionario de recursos escolares, búsqueda y rescate, y seguridad en los juzgados. Los departamentos más grandes pueden realizar otras investigaciones criminales o participar en actividades de especialización  policial. Algunos departamentos del sheriff de mayor tamaño pueden contar también con un servicio de aviación (como aviones o helicópteros de ala fija), unidad de motos, unidades K9, unidades tácticas SWAT, o patrullas acuáticas.
En algunas zonas del país, tales como en los condados de California (San Bernardino, Riverside, Orange, Sierra, Tulare y Ventura) la oficina del sheriff también tiene la responsabilidad de dirigir una oficina forense, que se encarga de la recuperación de los restos mortales y de la realización de autopsias dentro de su condado. El funcionario a cargo de este departamento es denominado comúnmente como "médico forense de la oficina del sheriff", y los funcionarios que realizan dichas funciones para estos departamentos son tradicionalmente denominados como "ayudante forense del sheriff" o "forense adjunto".
Muchos departamentos del sheriff solicitan la ayuda de los vecindarios locales mediante la puesta en marcha de una estrategia denominada "policía comunitaria", cuyo objetivo es trabajar junto con los ciudadanos en la prevención del crimen. El Programa Nacional de Vigilancia Vecinal, promovido por la Asociación Nacional del Sheriff, permite que los civiles y los agentes del orden público cooperen para mantener seguras a las comunidades.
Las oficinas del sheriff pueden coexistir junto con otras fuerzas del orden a nivel de condado, como la policía del condado o la policía de parques del condado.

## Categorías de los sheriffs
Los sheriffs de Estados Unidos están divididos generalmente en tres categorías amplias:
- Servicio restringido: brindan servicios básicos relacionados con los tribunales o los juzgados, como mantener las cárceles del condado, transportar a los prisioneros, ofrecer seguridad en los juicios y dar parte en funciones relacionadas con el servicio procesal penal, así como citaciones emitidas por los tribunales de justicia del condado y a nivel estatal. El sheriff también suele realizar subastas públicas de bienes inmuebles en ejecución hipotecaria en muchas jurisdicciones y, a menudo, también está facultado para efectuar incautaciones de bienes muebles para hacer cumplir una sentencia. En otras jurisdicciones estas funciones de proceso civil las realizan otros funcionarios, como un marshal o un guardia.

- Servicio limitado: junto con lo anterior, estos sheriffs realizan algún tipo de función tradicional de mantenimiento del orden público, como investigaciones y patrullas. Esto puede limitarse a los deberes de la policía de seguridad en las propiedades del condado (y otros por contrato) al desempeño de estos deberes en áreas no incorporadas del condado y algunas áreas incorporadas por contrato.

- Servicio completo: es el tipo más común, y proporciona todas las funciones tradicionales de aplicación de la ley, incluyendo patrullas y investigaciones en todo el condado, independientemente de los límites municipales.

Existen dos equivalentes federales al sheriff; el primero es el Servicio de Marshals de los Estados Unidos, una agencia perteneciente al Departamento de Justicia. Hay 94 Marshals, uno para cada distrito judicial federal. El Servicio de Marshals y sus Marshals adjuntos son responsables del transporte de prisioneros y de la seguridad en las cortes de distrito de Estados Unidos, y también emiten y hacen cumplir ciertos procesos civiles. Los otros son los Marshals de la Corte Suprema de Estados Unidos, que realizan todas las funciones relacionadas con dicha Corte Suprema.

## Sheriffs por estado

### Alabama
En Alabama, un sheriff es un funcionario electo y la principal autoridad policial encargada de hacer cumplir la ley en un condado determinado. Hay un sheriff para cada uno de los 67 condados de Alabama, con un variado número de ayudantes (dependiendo normalmente del número de habitantes). Generalmente la oficina del sheriff ofrece servicios policiales a pueblos y ciudades no incorporados dentro de los límites de los condados.

### Alaska
La oficina del sheriff no existe en Alaska debido a la Constitución de dicho Estado. No obstante, las funciones que serían normalmente realizadas por los sheriffs y sus ayudantes (tales como el derecho procesal civil, la seguridad en los juzgados y el transporte de prisioneros) son llevadas a cabo por los Alaska State Troopers (o los Policías del Estado de Alaska y los Agentes de Servicios Judiciales del Departamento de Seguridad Pública de Alaska), que son el equivalente a los agentes judiciales de las 48 jurisdicciones de Alaska. Los agentes judiciales juramentados de Alaska visten uniformes similares a los de los funcionarios de las instalaciones de los tribunales del distrito de todo el estado, aunque difiere del uniforme que llevan los funcionarios de los tribunales de magistrados. Su estatus como funcionarios de paz solamente se limita a los juzgados y al transporte de prisioneros bajo custodia.
Debido a que Alaska no cuenta con cárceles de condado, el Departamento de Correccionales de Alaska es el que se encarga de administrar las prisiones regionales. Estas cárceles cuentan con alas preventivas debidamente separadas, manteniendo por separado a los presos que son legalmente inocentes en espera de juicio de otros que han sido condenados y que cumplen una sentencia impuesta por un tribunal a raíz de un delito penal. Las unidades del ala preventiva son el equivalente a las cárceles de condado de las 48 jurisdicciones de Alaska. Esto significa que los funcionarios del Departamento de Correccionales de Alaska son tanto funcionarios correccionales como carceleros. Las unidades de prisión preventiva custodian a personas acusadas de delitos formales y se les remite a prisión preventiva, en comparación con las prisiones tradicionales para personas que han sido condenadas y sentenciadas a una pena de prisión.

### Arizona

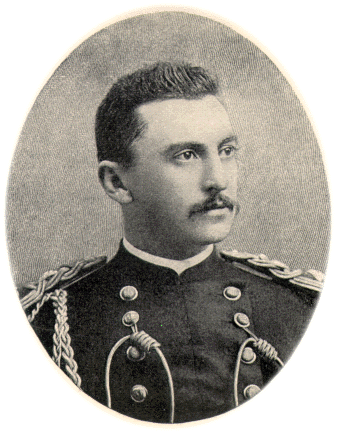
William Owen Buckey O'Neill, Yavapai Co. Sheriff de Arizona en 1888.

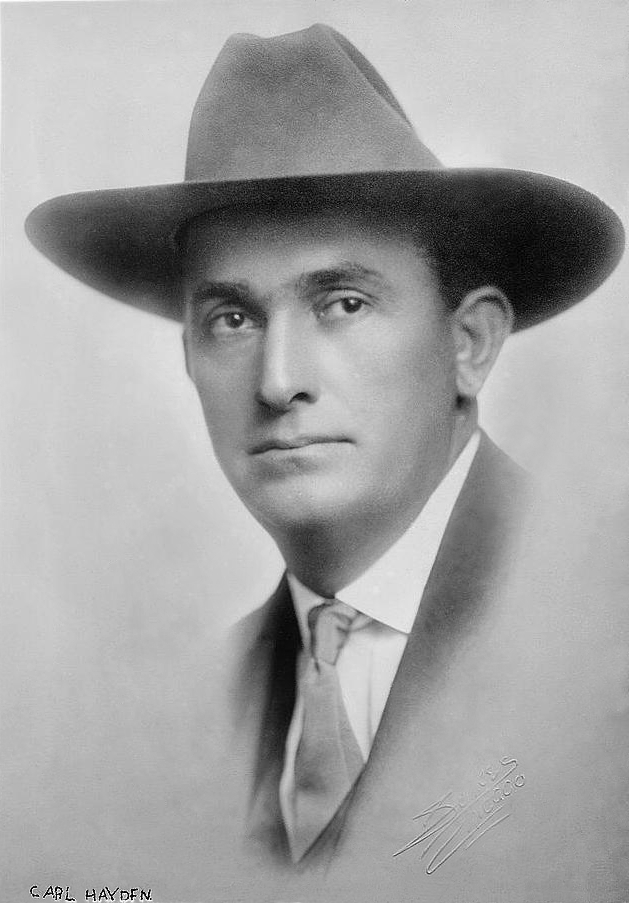
Carl Hayden, sheriff de Arizona (más tarde Senador de Estados Unidos).

En Arizona, un sheriff es la principal autoridad policial encargada de hacer cumplir la ley en cada uno de los 15 condados de dicho estado, con una cantidad variable de ayudantes y personal muy diverso (generalmente dependiendo del número de habitantes). Un funcionario constitucional establecido específicamente por la Constitución de Arizona, como por ejemplo el sheriff, que es el primero al mando de una oficina del sheriff (el Condado de Pima usa el término "departamento del sheriff" en su lugar) generalmente ofrece servicios policiales a pueblos y ciudades no incorporados dentro de los límites de su condado, administra la cárcel del condado, y lleva a cabo toda la tramitación en lo que respecta a las citaciones judiciales para la división del Tribunal Superior de ese condado. Además, muchas oficinas del sheriff tienen acuerdos con el Departamento de Correccionales de Arizona y con las agencias de policía local para ofrecer servicios de transporte y la búsqueda y detección de prisioneros. Después de una sentencia muchos convictos son remitidos al Departamento de Correccionales de Arizona para que cumplan con su sentencia, aunque no siempre ha sido así.
Arizona es única, en el sentido de que muchas oficinas del sheriff han formado unidades de milicia semipermanentes que pueden operar como reserva de la principal fuerza delegada en una variedad de circunstancias, en vez de centrarse únicamente en la captura de fugitivos, como históricamente han sido asociados esos roles con dicho término.
La Oficina del Sheriff del Condado de Maricopa es la oficina del sheriff más grande de Arizona, con 575 funcionarios juramentados y 2.735 empleados civiles y de detención desde 2017. La Oficina del Sheriff del Condado de Maricopa está dirigida por el sheriff Paul Penzone.

### Arkansas

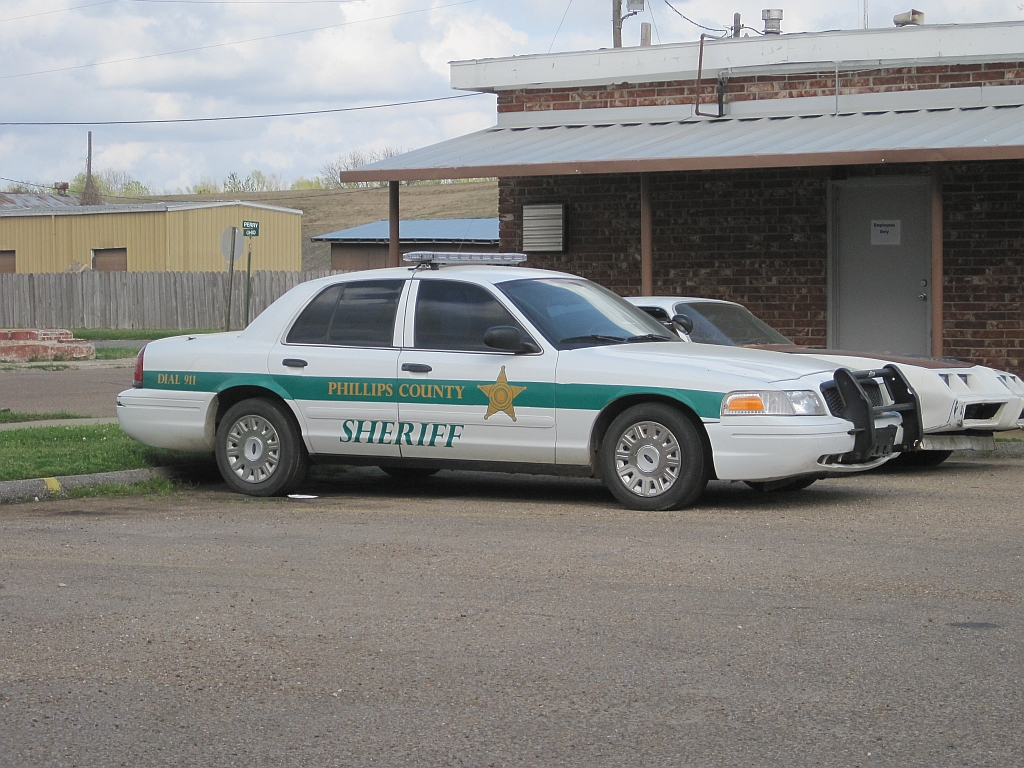
Vehículo policial del sheriff del condado de Phillips (Arkansas).

En Arkansas los sheriffs y sus ayudantes son agentes del orden público con plenos poderes y con jurisdicción en todo el condado y, por lo tanto, pueden ejercer legalmente su autoridad en áreas incorporadas y no incorporadas de un condado. Según la ley estatal, los sheriffs y sus ayudantes, así como todos los demás agentes de policía y funcionarios de paz, están de servicio las 24 horas del día, lo que significa que pueden realizar arrestos con o sin orden judicial (siempre que el arresto sin orden judicial sea el resultado de una violación de la ley cometida en su presencia o que haya sido vista por ellos).
Las funciones de un sheriff de Arkansas generalmente comprende las de proporcionar servicios policiales a los residentes locales, administrar las cárceles del condado y proveer de agentes judiciales para el condado, el distrito, y otros tribunales dentro de dicho condado. Según la ley de Arkansas el sheriff es la principal autoridad a cargo de velar por el cumplimiento de la ley del condado. Hay 75 sheriffs de condado en Arkansas, uno para cada condado, independientemente del tamaño de su población. Con excepciones muy limitadas, los sheriffs y sus ayudantes pueden ejercer su autoridad oficial solamente dentro de los límites geográficos de su condado.
La oficina del sheriff fue creada por la constitución estatal y la oficina no ha cambiado sustancialmente en 100 años.
Los sheriffs de Arkansas son elegidos en años pares por los ciudadanos de su condado durante un mandato de cuatro años, de acuerdo con la constitución estatal. Estos sheriffs dependen del cuerpo legislativo del condado, conocido como la "Corte de Quórum" (Quorum Court) o "Tribunal de Comisionados", que se encarga de asignar los fondos y aprobar el presupuesto operativo anual.
Sin embargo, en todas las demás circunstancias el sheriff es totalmente independiente en la gestión de su cargo electo y no está subordinado ni es responsable ante ningún otro funcionario u organismo electo del condado.
Según la ley de Arkansas un sheriff no puede hacer campaña para ser reelegido mientras este bajo concesión de una placa que es propiedad del condado.

### California
En California, un sheriff es un funcionario electo y la principal autoridad policial encargada de hacer cumplir la ley en un condado determinado. El departamento del sheriff de cada condado controla las áreas no incorporadas (áreas del condado que no se encuentran dentro de la jurisdicción de un departamento de policía de un municipio incorporado). Como tal, el sheriff y sus ayudantes que trabajan en zonas rurales y municipios no incorporados son el equivalente a los agentes de policía de las ciudades. El departamento del sheriff también puede ofrecer servicios policiales bajo contrato a ciudades incorporadas. Los departamentos del sheriff en California también son responsables de hacer cumplir la ley penal en las tierras tribales de los nativos americanos, según lo prescrito por la Ley Pública 280, que se promulgó en 1953. La ley transfirió las responsabilidades de hacer cumplir la ley penal en las tierras tribales del gobierno federal a los gobiernos estatales en determinados estados.
Todos los funcionarios de paz de California pueden ejercer sus poderes policiales en cualquier lugar del estado, ya sea si están en acto de servicio o no, independientemente de los límites del condado o de los límites municipales, por lo que los sheriffs de California y sus ayudantes tienen plenos poderes en municipios incorporados y no incorporados, fuera de sus propios condados, y en autopistas estatales e interestatales.
Antes del año 2000 había un constable o marshal en la mayoría de los 58 condados de California (aunque no en todos). El constable o marshal era el encargado de poner a disposición del condado a determinados agentes judiciales (o bailíos) para que comparecieran ante los Tribunales Municipales y de Justicia, así como para que pudiesen dar parte en los procesos penales y civiles. Durante una reorganización del sistema judicial estatal a principios de la primera década del siglo XXI las funciones del constable, del marshal y del sheriff se fusionaron, de modo que los sheriffs de California asumieron los deberes que competían en su día a los marshals, y el puesto de constable fue abolido por completo. Las oficinas de los marshals continuaron existiendo en solo tres condados (Shasta, Trinity y San Benito), en donde realizan todas las funciones encaminadas a la seguridad de los tribunales y servicios relacionados con la tramitación de órdenes de arresto.

#### Condado de Los Ángeles
El Departamento del Sheriff del Condado de Los Ángeles sirve al Condado de Los Ángeles. Con más de 18.000 empleados, es el departamento del sheriff más grande de Estados Unidos y ofrece servicios policiales en áreas no incorporadas del condado de Los Ángeles, siendo el equivalente a la policía de una ciudad para áreas no incorporadas del condado, así como para ciudades incorporadas dentro del condado que han contratado al departamento para que ofrezca sus servicios policiales (conocidas en la jerga local como "ciudades bajo contrato"). Este departamento también tiene jurisdicción en las instalaciones administradas por el condado de Los Ángeles, como los parques locales, puertos deportivos y edificios gubernamentales. El Departamento del Sheriff del Condado de Los Ángeles también cuenta con un servicio de marshals con el fin de que puedan ofrecer sus servicios al Tribunal Superior de California; administra el sistema penitenciario del condado y ofrece servicios diversos; tales como la concesión de laboratorios y formaciones en academias para las agencias de policía más pequeñas que están asentadas dentro del mismo condado.

#### San Francisco
Debido a que la ciudad y el condado de San Francisco están consolidados y son colindantes, y es la única ciudad y condado consolidados en California, históricamente el sheriff de San Francisco poseía autoridad para hacer cumplir la ley. Sin embargo, como el Departamento de Policía de San Francisco también ofrece sus servicios policiales en la ciudad, el departamento del sheriff se encarga de las tareas judiciales, las funciones carcelarias y la seguridad de las instalaciones de la ciudad (como por ejemplo el Ayuntamiento de San Francisco y el Hospital General de San Francisco). Los ayudantes del sheriff de San Francisco respaldan a la Policía de San Francisco en función de las necesidades, y también realizan arrestos por infracciones en el código de circulación.

### Colorado

#### Denver
El Departamento del Sheriff de Denver se encarga de administrar las instituciones penitenciarias del condado, así como llevar a cabo determinadas acciones judiciales para los tribunales. La aplicación de la ley y las investigaciones caen bajo la competencia del Departamento de Policía de Denver. El Sheriff de Denver es designado por el alcalde y ejerce el cargo como jefe juramentado del departamento del sheriff. Denver ha tenido ayudantes del sheriff desde el momento en que se creó en 1902 dicha ciudad y su Condado, no obstante, la organización actual del Departamento del Sheriff de Denver no se estableció formalmente hasta 1969, consolidando todas las funciones del sheriff bajo una estructura administrativa.
El Sheriff de Denver es, junto con el de Broomfield, una anomalía dentro de dicho estado. En todos los demás condados el sheriff es un funcionario electo y es la principal autoridad encargada de velar por el cumplimiento de la ley en su condado.

#### Broomfield
El sheriff de Broomfield es designado igual que el de Denver. Pero a diferencia del de Denver, el sheriff de Broomfield es simultáneamente el jefe de policía, y los agentes de policía son al mismo tiempo ayudantes del sheriff. El departamento de policía se encarga de todas las funciones que normalmente lleva a cabo la oficina del sheriff del condado, como administrar la cárcel del condado (un centro de detención), el derecho procesal civil y los servicios de seguridad para los tribunales municipales, del condado, del distrito y para el Edificio de Tribunales Combinados de Broomfield.

#### Connecticut
Connecticut abolió los sheriffs de condado en el año 2000 mediante la Ley Pública 00-01. Todos los ayudantes que estaban dando sus servicios en procesos civiles prestaron juramento como Marshals del Estado de Connecticut (Connecticut State Marshals), y los ayudantes especiales habilitados para casos penales prestaron juramento como Marshals Judiciales de Connecticut (Connecticut Judicial Marshal). Los constables siguen siendo funcionarios municipales regidos por su respectivo pueblo o ciudad. Algunas ciudades tienen sheriffs locales que efectúan funciones reglamentarias como notificaciones o citaciones para comparecer en procesos judiciales y pueden actuar como "moderadores" en las reuniones de la ciudad. Antes de la abolición de los sheriffs de los condados en el año 2000, las funciones de los sheriffs de Connecticut se limitaban a la notificación de procesos judiciales, la seguridad en los tribunales y la tramitación de órdenes de arresto y de registro. Las siguientes funciones de seguridad tales como respuestas ante emergencias, patrullas de carreteras, control del tráfico y mantenimiento del orden público se dejaron en manos de los departamentos de policía municipal o de la Policía del Estado de Connecticut, así como en lugares donde no existen agencias de policía local.

#### Delaware
La primera Constitución de Delaware de 1776 constituyó al sheriff como un conservador de la paz dentro del condado en el cual él residía, como en New Castle, Kent o Sussex. El sheriff era, y sigue siendo, elegido por los ciudadanos de cada condado en las elecciones generales para un mandato de cuatro años. Según el Título 10, Capítulo 21 del Código de Delaware, el sheriff es un funcionario del juzgado. Sus responsabilidades incluyen el procesamiento de órdenes dentro del sistema judicial; llevar a cabo investigaciones, citar a jurados y a testigos para que comparezcan ante los tribunales; y ejecutar ventas de propiedades personales y bienes inmuebles. Los sheriffs del condado y sus ayudantes regulares también se encargan de poner bajo custodia a las personas no encarceladas inmediatamente después de la condena por un delito punible con prisión y las trasladan al centro penitenciario apropiado para cumplir sus condenas. Los sheriffs del condado y sus ayudantes no trabajan de forma habitual como las demás fuerzas del orden; más bien su función principal es ofrecer servicios de seguridad para los tribunales. La aplicación de la ley, como el cumplimiento de las leyes para vehículos motorizados, la investigación de delitos y las rutinarias patrullas policiales, las efectúan las fuerzas policiales del estado, del condado y las de los municipios (pueblo o ciudad).
"Desde 1897 los sheriffs de Delaware no han tenido poderes para efectuar detenciones, y en su lugar trabajan como funcionarios ministeriales entregando citaciones y otros documentos para los tribunales".
La limitación de poderes de los sheriffs del condado de Delaware ha sido objeto de controversia a lo largo de los años.

#### Distrito of Columbia
No hay un sheriff designado o elegido en el Distrito de Columbia porque, como distrito federal, se encuentra en una posición única y complicada en comparación con otras jurisdicciones de los Estados Unidos. Dado que el Gobierno del Distrito es tanto una agencia del Gobierno Federal como un Gobierno Local debidamente elegido en virtud de la Ley de Autonomía de D.C. de 1973, hay muchas funciones que normalmente estarían reservadas para la Oficina del Sheriff, que en cambio se delegan a otras agencias. El Servicio de Marshals de Estados Unidos, como agentes del Gobierno Federal, gestionan oficialmente la mayoría de los procesos judiciales y civiles en el Distrito de Columbia, mientras que el Departamento de Policía de Servicios de Protección del Distrito de Columbia se encarga de muchas otras funciones que normalmente estarían reservadas para la Oficina del Sheriff en nombre del gobierno local electo.

#### Florida
Los sheriffs de Florida son uno de los pocos cargos "constitucionales" de Florida; es decir, el cargo fue creado como parte de la constitución del estado de Florida, que especifica sus poderes y su elección mediante votación general. Sirven como la principal fuerza de seguridad oficial en sus respectivos condados. La oficina del sheriff es responsable de la aplicación de la ley, de administrar los centros correccionales y los servicios judiciales dentro del condado. Aunque la oficina del sheriff de cada condado es una agencia independiente, todos usan el uniforme "verde del sheriff de Florida" con insignias y parches similares, y conducen vehículos con diseños verdes y dorados, según lo prescrito en los estatutos del estado de Florida, con la excepción de Duval y Miami-Dade. Los sheriffs del condado de Collier no visten de verde; llevan en cambio un uniforme gris con detalles en verde.

#### Condado de Miami-Dade
El condado de Miami-Dade (anteriormente condado de Dade) tiene dos directores designados por su comisión del condado. En el condado de Miami-Dade las funciones de los dos directores designados se dividen de la siguiente manera:
El director, que es simultáneamente el director metropolitano y el director de seguridad pública. Como director de seguridad pública trabaja como jefe del Departamento de Policía de Miami-Dade (separado del Departamento de Policía de la Ciudad de Miami).
El otro director trabaja al mando de los correccionales (del Departamento de Correccionales de Miami-Dade) y está a cargo de la vigilancia y custodia de los presos.

#### Condado de Duval
Tras la consolidación de los gobiernos del condado de Duval y la ciudad de Jacksonville en 1968, el Departamento del Sheriff del Condado de Duval y el Departamento de Policía de Jacksonville se fusionaron en una sola agencia policial unificada llamada Oficina del Sheriff de Jacksonville. Comandadas por el sheriff electo del condado de Duval y personal directivo designado, sus 1.675 miembros jurados se denominan "agentes de policía" en lugar de ayudantes. Todos los agentes de policía de la Oficina del Sheriff de Jacksonville también son sheriffs adjuntos, con el fin de realizar esas funciones, Florida solo permite que los "sheriffs y sus ayudantes" ejecuten órdenes de registro. De manera similar, los 800 miembros del Departamento Correccional de la Oficina del Sheriff de Jacksonville son "Funcionarios Penitenciarios". Michael Williams es el actual sheriff.
Los uniformes de los agentes de policía y de los funcionarios penitenciarios de la Oficina del Sheriff de Jacksonville son de color azul marino oscuro, con dispositivos plateados para los agentes de policía y para los funcionarios penitenciarios y dorados para el personal de supervisión y mando. Los vehículos con marcas de la Oficina del Sheriff de Jacksonville son blancos con una amplia franja dorada a cada lado con la palabra "SHERIFF" en azul marino en cada panel trasero y "POLICE" en azul marino en la parte trasera del vehículo. En 2007, en términos de funcionarios juramentados, la Oficina del Sheriff de Jacksonville era la 25.ª agencia de policía local más grande de los Estados Unidos y la segunda más grande del estado de Florida.

#### Condado de Broward

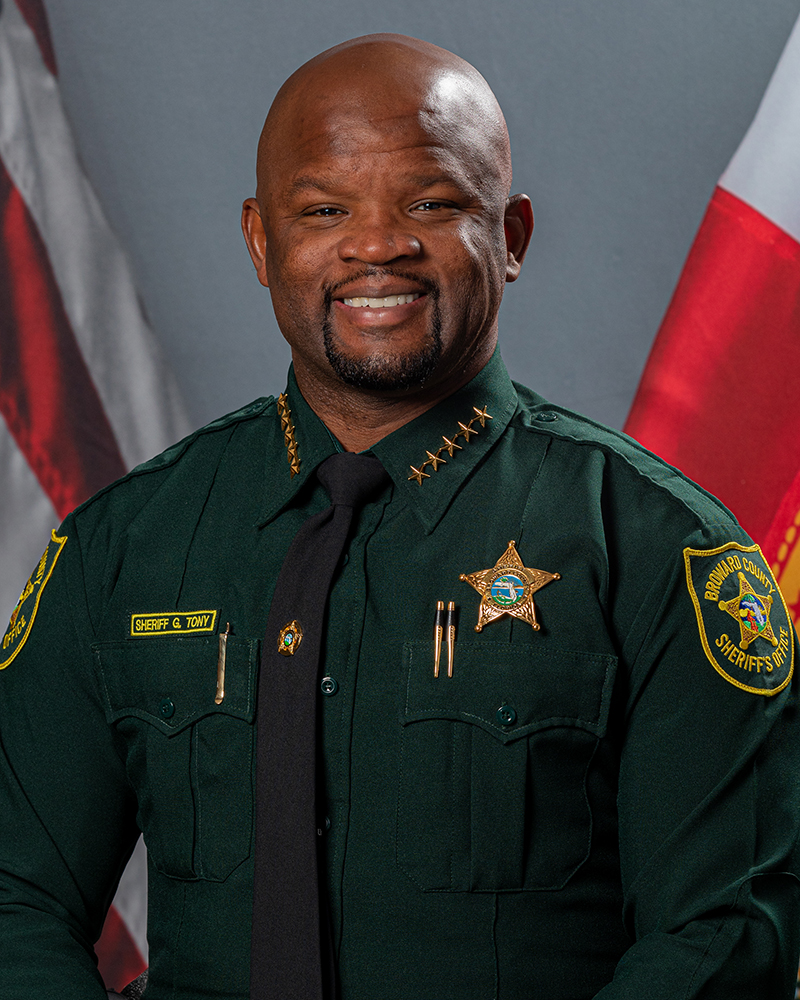
Gregory Tony.

La Oficina del Sheriff de Broward está actualmente bajo la dirección del sheriff Gregory Tony y es una agencia de policía de servicio completo. El sheriff tiene un subalterno y varios jefes de distrito, también llamados comandantes de distrito. Estos individuos generalmente tienen el título de "Capitán". La Oficina del Sheriff de Broward también dirige y supervisa las operaciones de bomberos, de rescate y los servicios médicos de emergencia del condado, denominados Bomberos de Rescate del Condado de Broward (o Bomberos de Rescate del Condado, en inglés BSO Fire Rescue). Un jefe de bomberos y varios subjefes supervisan el funcionamiento de la División de Bomberos de Rescate y los Servicios Médicos de Emergencia. Los Bomberos del Condado de Broward prestan servicios a partes no incorporadas del condado, así como a municipios bajo contrato con los BSO Fire/Rescue/EMS. El BSO también opera varios helicópteros que tienen un doble propósito. Cada helicóptero es adecuado para tareas de cumplimiento de la ley, así como para la evacuación médica (MEDEVAC); los helicópteros cuentan con ayudantes juramentados, así como con un médico o enfermero de vuelo. El BSO también tiene una patrulla marina profesional, una patrulla motorizada (motos) y una patrulla montada (a caballo). La oficina del sheriff de Broward también contrata sus funciones de seguridad a municipios que no tienen un departamento de policía local o que han disuelto el departamento de policía local para incorporarlo al BSO.

#### Condado de Orange
La Oficina del Sheriff del condado de Orange es la principal agencia de policía del Condado de Orange (Florida). La oficina es grande, con un presupuesto de más de 300 millones de dólares y más de 2.700 empleados civiles y jurados. El sheriff actual, John Mina, fue elegido en una elección especial de 2018 y es el principal funcionario de policía del Condado de Orange responsable de la seguridad de más de un millón de residentes y los más de 72 millones de turistas que visitan el Condado de Orange cada año.

### Georgia
Los sheriffs y sus ayudantes/as, así como cualquier otro funcionario de paz certificado del estado pueden realizar arrestos en o fuera de servicio solo después de declarar que son funcionarios de paz en el estado de Georgia. Uno de los cinco funcionarios del condado enumerados en la constitución estatal, los sheriffs de Georgia son funcionarios del condado a servicio completo. El Artículo IX, Sección I de la constitución especifica que los sheriffs "serán elegidos por los votantes calificados de sus respectivos condados por un período de cuatro años y tendrán las cualificaciones, poderes y deberes previstos por la ley general". Sin embargo, varios condados metropolitanos han optado por formar una policía de condado para realizar funciones de seguridad, dejando al sheriff relegado para las funciones judiciales. Otros también tienen un sheriff de condado que se encarga de la aplicación de la ley civil. Incluso con otras agencias en el mismo condado, como la policía de condado, el Sheriff es el Principal Funcionario del Orden Público de cada condado. Todos los agentes del orden en Georgia tienen jurisdicción estatal si el delito ocurre en su presencia inmediata, pero los sheriffs también tienen jurisdicción estatal si el delito se originó en su condado. Esto significa que si alguien infringe la ley en un condado y huye a otro, el sheriff puede ir a cualquier lugar dentro del estado para investigar el delito, realizar el arresto y transportar al acusado de regreso al condado original.